# Eosentomon unirecessum
Eosentomon unirecessum är en urinsektsart som beskrevs av Yin 1979. Eosentomon unirecessum ingår i släktet Eosentomon och familjen trakétrevfotingar. Inga underarter finns listade i Catalogue of Life.